# Љиљана Међеши
Љиљана Међеши (негде и као Љиљана Мегеши); (Скопље, 20. април 1956) је југословенска и македонска позоришна, телевизијска и филмска глумица.

## Биографија  и каријера
Рођена је 20. априла 1956. године у Кичеву. Прву филмску улогу остварила је у филму Нешто из живота 1980. године. Битне улоге играла је у филмовима Тетовирање (као Илкова жена), Станица обичних возова (као учитељица Светлана) и у филму Задах тела (као Милка). 
Чланица Југословенског драмског позоришта постаје 1980. године, где остварује велики број значајних улога : Прва лака девојка, Конобарица, Друга кћи, Трећа дама, Пета жена (Дон Жуан се враћа из рата), Мали принци, Марта Базел (Буђење пролећа), Софија Бергет (Бал), Шарлота Ивановна (Вишњик), Отело (Бјанка), Полина Андрејевна (Галеб), Незнанка с' маском (Молијер, још један живот) и многе друге.

Године 1983. добила је Златну арену, за улогу у филму Задах тела.

## Филмографија
| Год.   | Назив                        | Улога                                      |
| ------ | ---------------------------- | ------------------------------------------ |
| 1980-е |                              |                                            |
| 1980.  | Нешто из живота              | Цаца                                       |
| 1981.  | Сестре                       | Ивина другарица                            |
| 1982.  | Дон Жуан се враћа из рата    | Прва лака девојка / конобарица / друга кћи |
| 1982.  | Казивања                     |                                            |
| 1983.  | Задах тела                   | Милка                                      |
| 1986.  | Путујуће позориште Шопаловић | Симка                                      |
| 1990-е |                              |                                            |
| 1990.  | Ваљевска болница             | Каћа                                       |
| 1990.  | Станица обичних возова       | Светлана, учитељица                        |
| 1990.  | Колубарска битка             | жена са гуском                             |
| 1991.  | Театар у Срба                |                                            |
| 1991.  | Тетовирање                   | Илкова жена                                |
| 1999.  | Ђенерал Милан Недић          | Драгиња                                    |
| 2000-е |                              |                                            |
| 2007.  | Одбачен                      | Лепа                                       |
| 2009.  | Горки плодови                |                                            |